# Karl Dahlheimer
Karl Dahlheimer, généralement écrit Karl Dalheimer en France, né le 13 décembre 1906 à Sarrebruck et mort en novembre 1943, est un footballeur allemand, jouant au poste de gardien de but.

## Carrière
Dahlheimer joue au FV Sarrebruck de 1924 à 1932, en championnat d'Allemagne du Sud. Il y remporte à deux reprises le titre de champion régional avec son club.
En 1932-1933 il semble qu'il joue en France, à l'ES Bully-les-Mines. L'année suivante, alors que le football professionnel a été autorisé en France, il signe au SC Fives, club de première division du championnat de France basé dans l’agglomération lilloise, où il s'impose comme un gardien réputé,, bien qu'il doive initialement partager son poste avec Louis Vandeputte, un autre gardien réputé. Le club termine 2e du championnat de France en 1933-1934, grâce notamment à une défense qui est d'assez loin la plus hermétique du championnat. Il est généralement titulaire jusqu'en 1938, quand libre de son contrat, il quitte Fives et rentre en Allemagne. 
L'année suivante, il est de retour au FV Sarrebruck,, en Gauliga Südwest. En 1941 son équipe remporte son championnat, mais s'incline en finale de la Gauliga face à Kickers Offenbach. 
Son équipe joue ensuite en Gauliga Westmark, qu'elle remporte en 1943 avec un point d'avance sur le FC Metz. Ce succès lui vaut de disputer la phase finale du championnat d'Allemagne en 1942-1943 qui oppose les 29 champions régionaux. Le FV Sarrebruck en atteint la finale, organisée à Berlin devant 80 000 spectateurs. Son équipe s'y incline contre Dresdner SC.
Il meurt accidentellement en novembre 1943, à 36 ans.

## Palmarès
| SC fivois - Championnat de France : - Vice-champion : 1933-34. |  | FC Sarrebruck - Championnat d'Allemagne : - Vice-champion : 1942-43. |